# NGC 7777
NGC 7777 ist eine Linsenförmige Galaxie und liegt im Sternbild Pegasus am Nordsternhimmel. Sie ist schätzungsweise 320 Millionen Lichtjahre von der Milchstraße entfernt und hat einen Durchmesser von etwa 110.000 Lj. 

Im selben Himmelsareal befindet sich u. a. die Galaxie NGC 7775.
Das Objekt wurde  am 25. Oktober 1876 von Édouard Jean-Marie Stephan entdeckt.